# Ptilodexia rufianalis
Ptilodexia rufianalis là một loài ruồi trong họ Tachinidae.